# Confederazione Fanti
La Confederazione Fanti fu un'alleanza tra le diverse tribù del popolo Fanti che esisteva almeno dal XVI secolo, ma che si fortificò nuovamente nel 1868 per poi venire sciolta nel 1874, nel tentativo di opporsi al governo delle potenze coloniali europee in Costa d'Oro e promuovere movimenti di autogestione.

## L'espansione Fanti
I Fanti erano rimasti per lungo tempo nella regione tra l'entroterra e la costa dell'attuale Ghana. Nel XVI secolo iniziarono ad espandersi lungo le aree costiere per difendersi da invasori esterni. Venne quindi fondata una prima confederazione costituita dai vari capi tribù indipendenti che guidavano le varie ramificazioni dei Fanti.
Una delle spiegazioni più plausibili è che l'idea di una confederazione sia nata in opposizione alla rapida ascesa della Confederazione Ashanti all'inizio del XVIII secolo che iniziò a minacciare la sicurezza della regione, in particolare perché spinte dalla possibilità di commerciare con gli europei e per l'introduzione da parte di questi di armi da fuoco e di altre armi mai viste prima in Africa.
I Fanti si unirono a formare una confederazione riconosciuta non solo dalla popolazione della Costa d'Oro, ma anche dalle potenze europee. La confederazione era guidata dal capo di Mankessim, che ottenne il titolo di Breyni, ed il suo consiglio era composto dai capi dei principali villaggi della regione. Durante l'inizio del XVIII secolo i Fanti si espansero a spese di altri piccoli stati vicini, annettendo tra l'altro le terre degli Asebu, dei Cabesterra e degli Agona. I Fanti erano alleati degli inglesi e supportarono i loro sforzi per contrapporsi agli olandesi, alleati con gli Ashanti. La Confederazione Fanti era più piccola di quella degli Ashanti, ma tramite il suo controllo del commercio sulla costa e per gli stretti contatti con gli inglesi, si impose ben presto come forza importante. I capi Fanti erano tra i meglio educati e i più ricchi della regione.

## Il conflitto con gli Ashanti
Per la prima metà del XVIII secolo gli Ashanti rimasero occupati nell'espansione della loro confederazione dapprima a nord, rivolgendosi poi ai gruppi della costa. I decenni successivi videro anche esplodere dei conflitti interni agli Ashanti. I Fanti colsero l'occasione per intervenire in questi conflitti appoggiando i gruppi ribelli tra gli Ashanti ed offrendo asilo politico ai dissidenti che desiderassero abbandonare la Confederazione Ashanti. I Fanti introdussero delle leggi che proibivano la vendita di armi da fuoco agli Ashanti, tagliando inoltre buona parte dei rifornimenti alla confederazione.
Dalla prima metà del XIX secolo, gli Ashanti avevano consolidato gran parte della regione sotto il loro controllo ed avevano iniziato a pianificare un'invasione su vasta scala dei territori della Confederazione Fanti. Nel 1806 ebbe inizio la guerra Ashanti-Fanti. Gli inglesi non furono in grado di intervenire.
Gli inglesi continuarono a lavorare al fianco dei Fanti per minacciare gli Ashanti. Su consiglio degli inglesi nel 1811 i Fanti reagirono alla guerra e, sebbene sconfitti in battaglia, furono in grado di vincere alla fine la guerra con tattiche di guerriglia. I Fanti collaborarono nei decenni successivi con gli inglesi per scacciare gli Ashanti e mantenere la loro indipendenza, anche se l'influenza inglese iniziò a dominare i territori dei Fanti. Nel 1844 i capi dei Fanti si accordarono per far divenire la loro area un protettorato britannico, ma il controllo interno sarebbe rimasto ai capi locali.

## Tensioni con gli europei
Gli inglesi, ad ogni modo, iniziarono poco dopo ad eccedere dai termini stabiliti, intervenendo attivamente nella vita dei paesi della costa. I capi dei Fanti provarono profondo rammarico per questo fatto e iniziarono a comprendere come gli inglesi fossero solo interessati al commercio e non alla loro causa indipendentista. L'azione più controversa fu l'accordo del 1868 tra inglesi ed olandesi per lo scambio dei forti lungo la costa per meglio definire le aree di influenza delle due potenze coloniali, fatto che si unì all'astio della popolazione locale per l'abolizione della tratta degli schiavi da parte delle potenze europee, fatto che avrebbe certamente compromesso parte della loro economia.
Questi fattori insieme furono elementi negativi nei confronti delle popolazioni locali. Legalmente i capi locali vedevano gli europei come "affittuari" delle loro terre e pertanto anche l'accordo dei forti avrebbe richiesto la loro approvazione. I capi locali, invece, non vennero nemmeno consultati prima della firma. I Fanti erano anch'essi preoccupati delle relazioni tra gli Ashanti e gli olandesi.

## La creazione della Confederazione
Questi fatti portarono nel 1868 alla formazione di una confederazione guidata dai Fanti e dai rappresentanti dei Denkyira, dei Wassa, degli Twifu e degli Assin che si incontrarono a Mankessim e diedero vita alla Confederazione. Il gruppo proclamò la propria lealtà al protettorato britannico, ma chiese il diritto all'autodeterminazione. Essi promisero in cambio di impedire che gli olandesi assumessero il controllo dei forti loro spettanti nell'area.
Questa nuova confederazione aveva un proprio presidente-re ed un proprio consiglio composto dai sovrani e dagli anziani dei villaggi principali. Re Ghartey IV (c. 1820–1897) degli Winneba venne eletto quale primo re-presidente, mentre re Nana Amfo Otu Gyandoh I of Abura venne incaricato della gestione delle forze armate. Il nuovo governo creò un esercito stabile di 15.000 uomini, introducendo una tassa per l'intera regione ed un sistema giudiziario afferente alla Confederazione, non agli inglesi. La Confederazione venne a confrontarsi parallelamente col popolo dei Ga che guidavano la Confederazione Accra.
Amfo Otu marciò col suo nuovo esercito verso Komenda per impedire che gli olandesi prendessero il controllo del forte locale lasciato vacante dagli inglesi. L'operazione ebbe successo e gli olandesi vennero respinti. Amfo Otu rivolse quindi la sua attenzione ad Elmina, il centro del potere olandese lungo la costa. Il tentativo di occupare la città fallì e le forze Fanti vennero coinvolte in una lunga ed infruttuosa guerra.
Nel 1871 la costituzione venne riscritta e venne nominato un nuovo consiglio esecutivo. Amfo Otu e Edu di Mankessim vennero eletti entrambi co-re-presidenti, ma poco dopo il ruolo di Amfo Otu passò a quello di feldmaresciallo generale, mentre quello di Edu venne convertito a solo re-presidente.

## Il crollo della Confederazione
La lunga guerra attorno ad Elmina iniziò ben presto a prosciugare le finanze della Confederazione, il tutto peggiorato dal fatto che il governo non riusciva a raccogliere molte tasse e dal fatto che gli inglesi si rifiutavano di permettere alla Confederazione di modificare i prezzi del commercio nella regione. La Confederazione finì per rompersi, lasciando così ampio spazio agli olandesi ed ai loro alleati Ashanti di spadroneggiare nella regione.
La reazione degli inglesi fu indefinita. Se da un lato essi avevano dimostrato all'inizio ben poco interesse nell'amministrare direttamente la regione, col tempo essi iniziarono sempre più ad interessarsene per la presenza di un diffuso sentimento anti-inglese che avrebbe finito col minacciare i loro interessi economici e coloniali nella regione. Gli olandesi, pur vincendo sul campo i Fanti, non potevano sostenere una vera e propria guerra in Africa occidentale e per questo decisero alla fine di abbandonare l'intera Costa d'Oro. Gli inglesi, che ora avevano il pieno controllo della regione senza ulteriori interferenze esterne, avvicinarono i capi della Confederazione ed offrirono loro del denaro e la difesa dagli Ashanti se i Fanti avessero accettato di sottomettersi alla nuova colonia della Costa d'Oro britannica. La Confederazione cessò di esistere nel 1873.